# Église Saint-Martin de Bertaucourt-Epourdon
L'église Saint-Martin de Bertaucourt-Epourdon est une église située à Bertaucourt-Epourdon, en France.

## Localisation
L'église est située sur la commune de Bertaucourt-Epourdon, dans le département de l'Aisne.